# Forte do Príncipe Real
O Forte do Príncipe Real, também referido como Forte da Preguiça, localiza-se na vila da Preguiça, na Ilha de São Nicolau, em Cabo Verde.

## História
Foi erguido no início do século XIX em posição dominante sobre um morro, para defesa do ancoradouro na baía de São Jorge, único que garantia as comunicações com as ilhas vizinhas e onde se situava o Armazém Real.
Perdida a sua função militar caiu em abandono, tendo ao longo das décadas, a população local reaproveitado as suas pedras para a construção de casas.
Atualmente encontra-se em ruínas e abandonado, conservando algumas das antigas peças de artilharia.
Em seu terrapleno ergue-se um padrão comemorativo dos 500 anos do nascimento do navegador Pedro Álvares Cabral e um segundo padrão, mais recente, obra do arquiteto cabo-verdiano Pedro Gregório Lopes, erguido em comemoração aos quinhentos anos da passagem da armada daquele navegador pela ilha de São Nicolau, onde fez aguada na sua rota em que descobriria o Brasil.
O espaço do forte foi objeto de trabalhos de prospecção arqueológica pela Universidade de Cambridge.